# Maïto Marka
Maïto Marka (auch: Maïto) ist ein Dorf im Arrondissement Zinder I der Stadt Zinder in Niger.

## Geographie
Das von einem traditionellen Ortsvorsteher (chef traditionnel) geleitete Dorf befindet sich südlich des Stadtzentrums im ländlichen Gemeindegebiet von Zinder, der Hauptstadt der gleichnamigen Region Zinder. Gleich westlich von Maïto Marka, nur durch ein Trockental getrennt, befindet sich das kleinere Dorf Maïto Angoual Daoudou. Zu den weiteren Nachbardörfern von Maïto Marka zählen Angoual Maloummey im Norden und Garin Boulama im Südosten.
Wie im gesamten Gemeindegebiet von Zinder herrscht das Klima der Sahelzone vor, mit einer durchschnittlichen jährlichen Niederschlagsmenge zwischen 300 und 400 mm.

## Bevölkerung
Bei der Volkszählung 2012 hatte Maïto Marka 539 Einwohner, die in 91 Haushalten lebten. Bei der Volkszählung 2001 betrug die Einwohnerzahl 615 in 111 Haushalten und bei der Volkszählung 1988 belief sich die Einwohnerzahl auf 580 in 97 Haushalten.

## Wirtschaft und Infrastruktur
Es gibt eine Schule im Dorf.